# 英会話 (NHKラジオ第2放送)
NHKラジオ『英会話』（えいかいわ）は、1992年度から2001年度までNHKラジオ第2放送で放送されていた語学番組である。（2008年度から放送されているほぼ同名の番組についてはラジオ英会話を参照。）
1992年にそれまで放送されていたNHKラジオ『英語会話』をリニューアルし、番組名を変更し、放送時間を15分から20分に延長して始まった。
本稿では『英語会話』時代についても解説する。

## 放送内容

### 「実用英語会話」時代
戦前は「実用英語会話」が放送されていたが、太平洋戦争により放送が中止された。
1945年9月19日に「実用英語会話」が放送再開、ハリス杉山と西内正丸が担当、1946年1月31日まで放送。

### 「英語会話」時代
1945年10月1日からはJ・A・サージェントの「英語会話」も放送された。
1946年2月1日から1951年2月9日までは平川唯一が担当し「カムカム英語」として親しまれた。平川時代の「英語会話」の録音はNHKに数本しかアーカイブされていないとされる。
1951年4月から1972年3月までは松本亨が担当した。本講座を最長の21年間担当。
1972年4月から1985年9月までは東後勝明が担当。
1985年10月からは杉田洋（東京学芸大学助教授）が担当。

### 1992年度 - 1997年度
講師：大杉正明（清泉女子大学教授）
月曜日から木曜日はレッスン、金曜日はその週の復習、土曜日は1週目は歌の解説、2週目は文法解説、第3週と第4週はゲストのインタビューとその解説であった。また、夏と冬と春の時期には、金曜日の復習の再放送と、ゲストが現地の人々にインタビューしたものが放送されていた。
1997年度放送は、スキットのストーリーが当時流行していたトレンディドラマ風であったことから、女性誌等で話題になったこともある。

### 1998年度 - 2001年度
講師：マーシャ・クラッカワー （聖心女子大学教授）
月曜日から木曜日はレッスン、金曜日はその週の復習、土曜日は特別レッスンであった。
ちなみに、マーシャ・クラッカワーは1974年4月から1980年3月にかけて『続基礎英語』（NHKラジオ第2放送）、また1973年4月から1986年9月にかけて『英語会話I』（英語会話初級・英語会話stepI含む、NHK教育テレビ）のアシスタントだった。
続基礎英語では、安田一郎（当時成城大学教授）と、また英語会話Iでは、田崎清忠（当時横浜国立大学教授）、杉山隆彦（当時成城大学教授）、松田徳一郎（当時東京外国語大学教授）、小川邦彦（当時国際基督教大学教授→山梨大学教授）の各名と共にした。

## 後続番組
2002年春の番組改編により「英会話入門」「英会話」（および「やさしいビジネス英語」）が終了し、「英語リスニング入門」「英会話レッツスピーク」（および「ビジネス英会話」）の放送が開始された。
その後、2005年春の再改編によって、旧「英会話入門」「英会話」の流れを汲む内容・講師陣で「英会話入門」「英会話中級」「英会話上級」が設置された（同時に「英語リスニング入門」は終了。一方「英会話レッツスピーク」は独自の路線を確立して上記3講座とは別に存続し、後に「徹底トレーニング英会話」と改題、その後「英語5分間トレーニング」→「英会話タイムトライアル」と後身番組が続いている）。このうち、「ー中級」は1年間で終了。
さらに2008年度からは、「英会話入門」「英会話上級」が廃止され、正式に「ラジオ」をタイトルに含めた「ラジオ英会話」が放送されている。